# Mongo
Mongo (en àrab: مونقو, Mūnqū) és una ciutat i sotsprefectura del Txad, la capital de la regió de Guéra. Es troba a 406 km per carretera a l'est de la capital, N'Djamena. Està comunicada per l'aeroport de Mongo.
L'11 d'abril de 2006, els rebels del Front Unit pel Canvi Democràtic (FUC) van prendre el control de la ciutat central.

## Demografia

### Per cantó
Composició ètnica per cantó en 2016 per a la sotsprefectura de Mongo:
Cantó de Migami (població: 47,665; pobles: 43):
| Grup ètnic | Afiliació lingüística | Percentatge |
| ---------- | --------------------- | ----------- |
| Migami     | De l'est Chadic       | 95          |
| Àrab       | Semitic               | 3           |
| Ouaddai    | Semitic               | 2           |

Cantó de Dadjo 1 (població: 25,208; pobles: 50):
| Grup ètnic | Afiliació lingüística | Percentatge |
| ---------- | --------------------- | ----------- |
| Daju       | Daju                  | 90          |
| Àrab       | Semitic               | 6           |
| Kuka       | Bagirmi               | 4           |

Cantó d'Oyo (població: 11,449; pobles: 14):
| Grup ètnic | Afiliació lingüística | Percentatge |
| ---------- | --------------------- | ----------- |
| Àrab       | Semitic               | 90          |
| Tunkul     | Semitic               | 7           |
| Bidio      | De l'est Chadic       | 3           |

## Educació
Menys de la meitat de les nenes de Mongo van a escola primària, i menys del 5% de les nenes de la regió arriben a l'escola secundària. Més nens que nenes van a escola en Mongo.